# Német tartományok zászlóinak listája
A német tartományok zászlóinak rendszerint két változata van: Az első változat (az egyszerű csíkos zászló), ezt polgári zászlóként használják. A másik változaton megtalálható a kormányzat címere, ez a tartományi zászló. Néhány tartománynál sajátos zászlók találhatók.

## Polgári zászlók

Baden-Württemberg
Bajorország (csíkos változat)
Bajorország (rombusz alakú változat)
Berlin
Brandenburg
Bréma (egyszerű változat)
Bréma (középen címerrel)
Bréma (a tartomány címerével)
Hamburg
Hessen
Alsó-Szászország
Mecklenburg-Elő-Pomeránia
Észak-Rajna-Vesztfália
Rajna–Pfalz
Saar-vidék
Szászország
Szász-Anhalt
Schleswig-Holstein
Türingia

## Tartományi zászlók

Baden-Württemberg (kisebb címerrel)
Baden-Württemberg (nagyobb címerrel)
Bajorország (csíkos változat)
Bajorország (rombusz alakú változat)
Berlin
Brandenburg
Bréma (kisebb címerrel)
Bréma (a tartomány címerével)
Hamburg
Hamburg (hajókon használatos)
Hessen
Alsó-Szászország (szárazföldön)
Alsó-Szászország (tengeren)
Mecklenburg-Elő-Pomeránia
Észak-Rajna-Vesztfália
Rajna–Pfalz
Saar-vidék
Szászország
Szász-Anhalt
Schleswig-Holstein
Türingia